# Protohermes decemmaculatus
Protohermes decemmaculatus är en insektsart som först beskrevs av Walker 1860.  Protohermes decemmaculatus ingår i släktet Protohermes och familjen Corydalidae. Inga underarter finns listade i Catalogue of Life.